# Salzatal
Salzatal är en kommun i Saalekreis i förbundslandet Sachsen-Anhalt i Tyskland.
Kommunen bildades den 1 januari 2008 genom en sammanslagning av de tidigare kommunerna Beesenstedt, Bennstedt, Fienstedt, Höhnstedt, Kloschwitz, Lieskau, Salzmünde, Schochwitz och Zappendorf.